# Parti du nouveau pouvoir
Le Parti du nouveau pouvoir (en chinois : 時代力量  ou en anglais : New Power Party), habituellement abrégé NPP, est un parti politique taïwanais fondé le 25 janvier 2015.

## Histoire
Créé en 2015, le Parti du nouveau pouvoir parvient à faire élire 3 députés en 2016, dans des circonscriptions habituellement acquises au Kuomintang (KMT) mais que le Parti démocrate progressiste (DPP) laisse au NPP.
Le NPP est donc au départ un allié du DPP. Le NPP s'oppose ainsi fortement au KMT. En effet, le NPP est idéologiquement proche du DPP, se présentant comme un parti progressiste, social-libéral et indépendantiste taïwanais.
Mais le NPP rencontre ensuite des difficultés, de nombreuses figures connues le quittant, le plus souvent pour le DPP. En novembre 2023, l'ancien président du parti et personnalité la plus populaire du NPP, Huang Kuo-chang, quitte le NPP pour rejoindre le nouveau Parti populaire taïwanais (TPP).
Lors des élections législatives taïwanaises de janvier 2024, le Parti du nouveau pouvoir se présente comme un opposant aussi bien au DPP qu'au KMT. Mais ces élections sont un échec pour le NPP, qui ne parvient pas à faire élire des députés, se retrouvant éliminé du Parlement.

## Résultats électoraux

### Élections législatives
| Année | Voix      | %    | Rang | Sièges  | Gouvernement |
| ----- | --------- | ---- | ---- | ------- | ------------ |
| 2016  | 744 315   | 6,11 | 3e   | 5 / 113 | Opposition   |
| 2020  | 1 098 100 | 7,75 | 4e   | 3 / 113 | Opposition   |
| 2024  | 353 670   | 2,57 | 4e   | 0 / 113 | Opposition   |